# W. 코르데스 죄네
W. 코르데스 죄네(W. Kordes' Söhne)는 독일의 장미 육종 회사이다. 빌헬름 코르데스 1세(Wilhelm Kordes I)이 창립한 회사를 그의 아들 빌헬름 코르데스 2세(Wilhelm Kordes II)가 물려받으면서 빌헬름 코르데스의 아들이 운영한다는 뜻으로 현재의 이름으로 바꾸었다.

## 한국과의 관계
독일에서 언어학 박사 유학 중 코르데스사의 장미에 대해 알게된 정명헌은 한국 총판으로 코로사(KOROSA)를 창립하고 코로사 핸드볼단을 만들었으며, 코르데스사 본사 또는 코로사는 1990년대 말부터 2000년대까지 화훼 농가 및 화훼 유통 관련 단체와 한국판 장미전쟁으로 불릴 정도의 소송전을 벌였다.
코로사는 상당수 소송에서 패소해 재정난을 겪다가 코로사 핸드볼단을 해체하였다.